# Club Deportivo CREF
Il Club Deportivo CREF è una società femminile di pallacanestro di Madrid, fondata nel 1960.

## Palmarès
- Campionato spagnolo: 7

1964, 1965, 1967, 1968, 1969, 1970, 1971
- Coppa della Regina: 4

1962, 1963, 1972, 1974